# Knjige u 2010.
◄◄ | ◄ | 2007. | 2008. | 2009. | 2010.  | 2011. | 2012. | 2013. | ► | ►►
Arhitektura • Astronautika • Astronomija • Biologija • Film • Fotografija • Glazba • Kazalište • Kemija • Kiparstvo • Knjige • Književnost • Kršćanstvo • Meteorologija • Medicina • Planinarstvo • Politika • Pravo • Promet • Slikarstvo • Strip • Šport • Televizija • Znanost • Zrakoplovstvo • Željeznički promet
Knjige u 2010.

## Svijet
- New English File Advanced Student's Book, Clive Oxenden, Christina Latham-Koenig. Izdavač: Oxford University Press. ISBN 978-019-459-458-5
- New English File Advanced Workbook with Answer Key and MultiROM Pack, Clive Oxenden, Christina Latham-Koenig. Izdavač: Oxford University Press. ISBN 978-019-459-463-9

## Hrvatska i u Hrvata

### 1, 2, 3, ...
- 13 stvari koje nemaju smisla, Michael Brooks. Prevoditelj: Marko Maras. Nakladnik: Naklada Ljevak. Broj stranica: 275. Publicistika. ISBN 978-953-303-254-2
- 1001 noć – ljubavna i erotska lirika. Izbor i prijevod Esad Duraković. Nakladnik: V.B.Z. Broj stranica: 214.  Poezija. ISBN 978-953-304-272-5
- 351 knjiga Irme Arcuri, David Bajo. Prevoditelj: Dragana Vulić-Budanko. Nakladnik: Fraktura. Broj stranica: 349. Krimići i trileri. ISBN 978-953-266-144-6

### A
- A nilski konji su se skuhali u svojim bazenima, William Seward Burroughs, Jack Kerouac. Prevoditelj: Miloš Đurđević. Nakladnik: Sysprint. Broj stranica: 141. Beletristika. ISBN 978-953-232-303-0
- Adio kauboju, Olja Savičević Ivančević. Nakladnik: Algoritam. Broj stranica: 208. Beletristika. ISBN 978-953-316-114-3
- Adrian Mole i nemoćne godine, Sue Townsend. Prevoditelj: Mirna Čubranić. Nakladnik: Mozaik knjiga. Broj stranica: 318.  Beletristika. ISBN 978-953-140-793-9
- Amy i Isabelle, Elizabeth Strout. Prevoditelj: Tatjana Jambrišak. Nakladnik: Profil. Broj stranica: 267. Beletristika. ISBN 978-953-319-066-2
- Anđeli u mojoj kosi, Lorna Byrne. Prevoditelj: Branka Šimunović. Nakladnik: Naklada Ljevak. Broj stranica: 318. Biografije i memoari. ISBN 978-953-303-221-4
- Angelologija, Danielle Trussoni. Prevoditelji: Martina Burulić i Petra Petrač. Nakladnik: Naklada Ljevak. Broj stranica: 472. Horor, fantastika i SF, Krimići i trileri. ISBN 978-953-303-270-2
- Apokalipsa 2012, Lawrence E. Joseph. Prevoditelj: Anka Munić. Nakladnik: V.B.Z. Broj stranica: 272. Publicistika. ISBN 978-953-304-256-5
- Apsolutno istinit dnevnik Indijanca na određeno vrijeme, Sherman Alexie. Prevoditelj: Ivan Zorić. Nakladnik: Algoritam. Broj stranica: 208. Literatura za mlade. ISBN 978-953-316-137-2
- Aromaterapija, Joanna Hoare. Prevoditelj: Aleksandra Barlović. Nakladnik: Planetopija. Broj stranica: 256. Publicistika. ISBN 978-953-257-148-6
- Avantura osobne promjene, Ljubica Uvodić-Vranić. Nakladnik: Profil. Broj stranica: 231. Psihologija, Duhovna literatura i Self-Help. ISBN 978-953-319-086-0
- Azazel, Youssef Ziedan. Prevoditelj: Daniel Bučan. Nakladnik: Naklada Ljevak. Broj stranica: 340. Povijesni romani. ISBN 978-953-303-274-2 nevaljani ISBN

### B
- Bagdadske sirene, Yasmina Khadra. Prevoditelj: Marko Gregorić. Nakladnik: Naklada Ljevak. Broj stranica: 167.  Beletristika. ISBN 978-953-303-225-2
- Beatrice i Vergilije, Yann Martel. Nakladnik: Profil. Broj stranica: 197. Horor, fantastika i SF. ISBN 978-953-319-134-8
- Bez glutena, Jadranka Boban Pejić. Izdavač: Planetopija. Broj stranica: 64. Kuharice. ISBN 978-953-257-164-6
- Bez iznenadnih radosti molim, Mihaela Gašpar. Nakladnik: Aora naklada. Broj stranica: 143. Beletristika. ISBN 978-953-749-625-8
- Bez rocka trajanja, Anđelo Jurkas. Nakladnik: Znanje. Publicistika. ISBN 978-953-324-114-2
- Bez straha, Brenda Shoshanna. Prevoditelj: Merima Nikočević Ibrahimpašić. Nakladnik: Planetopija. Broj stranica: 264. Duhovna literatura i Self-Help, Psihologija. ISBN 978-953-257-171-4
- Biciklistički dnevnik, David Byrne. Prevoditelj: Suzana Keleković. Nakladnik: Planetopija. Broj stranica: 295.  Publicistika. ISBN 978-953-257-155-4
- Bilježnica, José Saramago. Prevoditelj: Dean Trdak. Nakladnik: V.B.Z. Broj stranica: 172. Publicistika. ISBN 978-953-304-258-9
- Blud i svetost, Dimitrije Popović. Nakladnik: Naklada Ljevak. Broj stranica: 104. Publicistika. ISBN 978-953-303-293-1
- Bljeskovi vječnosti, Raymond Moody. Nakladnik: Planetopija. Broj stranica: 156. Duhovna literatura i Self-Help. ISBN 978-953-257-181-3
- Bosna i Hercegovina, budućnost nezavršenog rata, Miljenko Jergović, Ivan Lovrenović. Nakladnik: Naklada Ljevak. Broj stranica: 253. Publicistika. ISBN 978-953-604-507-5
- Brooklyn, Colm Tóibín. Prevoditelj: Goran Vujasinović. Nakladnik: Naklada Ljevak. Broj stranica: 320. Beletristika. ISBN 978-953-303-303-7
- Brži od smrti, Josh Bazell. Prevoditelj: Dragan Koruga. Nakladnik: Fraktura. Broj stranica: 316. Krimići i trileri. ISBN 978-953-266-137-8
- Buđenje iz sna, Steve Taylor. Nakladnik: Planetopija. Broj stranica: 272.  Duhovna literatura i Self-Help. ISBN 978-953-257-175-2

### C
- Crna knjiga, Orhan Pamuk. Prevoditelji: Ekrem Čaušević, Jana Bušić i Dražen Babić. Nakladnik: Vuković & Runjić. Broj stranica: 432. Ljubavni romani. ISBN 978-953-286-046-7
- Crni kvadrat, Max Frisch. Nakladnik: Naklada Ljevak. Broj stranica: 80. Publicistika. ISBN 978-953-303-268-9
- Crvena azaleja, Anchee Min. Prevoditelj: Petra Mrduljaš Doležal. Nakladnik: Mozaik knjiga. Broj stranica: 265. Biografije i memoari, Povijesni romani, Ljubavni romani. ISBN 978-953-14-0803-5
- Crveno, Uwe Timm. Prevoditelj: Latica Bilopavlović Vuković. Nakladnik: Fraktura. Broj stranica: 336. Beletristika. ISBN 978-953-266-180-4
- Cvjetanje mase, Mirko Kovač. Nakladnik: Fraktura. Broj stranica: 244. Publicistika. ISBN 978-953-266-168-2

### Č
- Čarobnjak: Tajna besmrtnog Nicholasa Flamela – knjiga druga, Michael Scott. Prevoditelj: Petra Mrduljaš. Nakladnik: Algoritam. Broj stranica: 332. Horor, fantastika i SF, Literatura za mlade. ISBN 978-953-316-010-8
- Čarozapisi, Nataša Govedić, Iva Nerina Sibila, Manuela Zlatar. Nakladnik: Algoritam. Broj stranica: 216.  Slikovnice, Dječje knjige. ISBN 978-953-316-124-2

### H
- Hum, najmanji grad na ©ijelome svijetu, Dražen Lapić, Ratko Mavar, Damil Kalogjera, Aleksandar Merlak. Nakladnik: Foto Art Unija. Broj stranica: 108.  Publicistika, Fotografija. ISBN 978-953-95090-5-5

### S
- Sindrom vlasti, Radovan Domagoj Devlić. Nakladnik: Matica hrvatska Bizovac. Broj stranica: 220. Strip,  Horor, fantastika i SF. ISBN 978-953-7746-03-2
- Stripologikon, Apostolos Doxiadis, Christos Papadimitriou, Alecos Papadatos, Annie di Donna. Prevoditelj: Kristina Kruhak. Nakladnik: Mate d.o.o. Broj stranica: 341. ISBN 978-953-246-119-0

### T
- Tehnike i tajne ribolova mušicom, Jon Rounds. Izdavač: Marjan tisak. Broj stranica: 143: ISBN 953-159-815-6 nevaljani ISBN

### V
- Vrlo zapetljana priča - Zlatokosa, Skupina autora. Nakladnik: Egmont. Broj stranica: 64. Dječje knjige. Slikovnice. ISBN 978-953-13-0569-3

## Vanjske poveznice
|  | Zajednički poslužitelj ima još gradiva o temi Knjige iz 2010. |